# Австрія на зимових Олімпійських іграх 1980
Австрія на зимових Олімпійських іграх 1980 була представлена 43  спортсменами в 6 видах спорту.

## Медалісти
| Медаль | Спортсмен                  | Вид                 | Дисципліна          |
| ------ | -------------------------- | ------------------- | ------------------- |
| Золото | Леонгард Шток              | гірськолижний спорт | швидкісний спуск    |
| Золото | Аннемарі Мозер-Прелль      | гірськолижний спорт | швидкісний спуск    |
| Золото | Антон Іннауер              | стрибки з трампіна  | нормальний трамплін |
| Срібло | Петер Вірнсбергер          | гірськолижний спорт | швидкісний спуск    |
| Срібло | Губерт Нойпер              | стрибки з трамліна  | великий трамплін    |
| Бронза | Ганс Енн                   | гірськолижний спорт | гігантський слалом  |
| Бронза | Георг Флукінгер Карл Шротт | санний спорт        | двійки              |